# ナット・ウルフ
ナット・ウルフ（Nat Wolff,  1994年12月17日 - ）は、アメリカ合衆国の元子役、俳優、ミュージシャン、歌手である。

## 来歴
1994年、カリフォルニア州ロサンゼルスに生まれた。父親のマイケル・ウルフはミュージシャンで、母親のポリー・ドレイパーは女優兼脚本家、そして映画監督でもある。弟のアレックス・ウルフも俳優、歌手、ミュージシャンとして活動している。

## キャリア
2003年からオフ・ブロードウェイで子役として舞台に立ち俳優としてのキャリアをスタート。そして2005年、ナットが9歳の時に母親のポリーが監督、脚本を手掛けた『The Naked Brothers Band: The Movie』で映画デビューを飾った。
2007年から弟のアレックスと共に出演したミュージカル仕立てのテレビシリーズ『ネイキッド・ブラザーズ・バンド』で知られ始め、その後は役者のみならずミュージシャン、歌手、ソングライター、ギタリストなど音楽の分野でも幅広く活躍している。近年は主演作でセレーナ・ゴメスらと共演したりするなど、今後の活躍が期待される若手俳優の一人である。

## 私生活
母方のドレイパー家が名家としても知られ、銀行家で軍人として知られるウィリアム・ヘンリー・ドレイパー・ジュニアや、叔父にベンチャー・キャピタルの分野で活躍するウィリアム・ヘンリー・ドレイパー3世、同じく投資家のティム・ドレイパーらが親戚にいる。

## 出演作品
※役名の太字表記は主演。

### 映画

#### 劇場公開映画
| 年   | 題名                                              | 役名                          | 備考                    | 日本語吹替 |
| ---- | ------------------------------------------------- | ----------------------------- | ----------------------- | ---------- |
| 2005 | The Naked Brothers Band: The Movie                | 本人                          |                         |            |
| 2011 | ニューイヤーズ・イブ New Year's Eve               | ウォルター                    |                         |            |
| 2012 | ハッピーエンドが書けるまで Stuck in Love          | ラスティ・ボーゲンズ          | 山下誠一郎              |            |
| 2013 | アドミッション -親たちの入学試験- Admission       | ジェレマイア・バラキアン      | 日本劇場未公開          | 柿原徹也   |
| 2013 | パロアルト・ストーリー Palo Alto                  | フレド                        |                         |            |
| 2014 | きっと、星のせいじゃない。 The Fault in Our Stars | アイザック                    | 石上裕一                |            |
| 2014 | そんなキミに恋してる Behaving Badly               | リック・スティーヴンス        | 日本劇場未公開          |            |
| 2015 | 愛しのグランマ Grandma                            | カム                          | 日本劇場未公開          | 八代拓     |
| 2015 | ペーパータウン Paper Towns                        | クエンティン・"Q"・ヤコブセン | 日本劇場未公開          | 梶裕貴     |
| 2015 | マイ・インターン The Intern                       | ジャスティン                  |                         |            |
| 2016 | 疑わしき戦い In Dubious Battle                    | ジム・ノーラン                | 日本劇場未公開          |            |
| 2017 | フェリシーと夢のトウシューズ Ballerina            | ヴィクター                    | 声の出演 米国公開版のみ | 花江夏樹   |
| 2018 | ロージー 檻の中の情事 Rosy                        | ダグ                          | 日本劇場未公開          |            |
| 2019 | キル・チーム The Kill Team                        | アンドリュー・ブリグマン      |                         | 島﨑信長   |
| 2020 | MORTAL モータル Mortal                            | エリック                      |                         |            |
| 2020 | メインストリーム Mainstream                       | ジェイク                      |                         |            |

#### WEB配信映画
| 年   | 題名                             | 役名             | 配信局             | 日本語吹替   |
| ---- | -------------------------------- | ---------------- | ------------------ | ------------ |
| 2017 | Death Note/デスノート Death Note | ライト・ターナー | Netflix            | 島﨑信長     |
| 2017 | ホーム・アゲイン Home Again      | テディ・ドーシー | Netflix            | (吹替版なし) |
| 2020 | ボディカメラ Body Cam            | ダニー・ホリッジ | Amazon Prime Video | (吹替版なし) |

### テレビシリーズ

#### テレビドラマ
| 放映年    | 題名                                                   | 役名                  | 備考         | 日本語吹替 |
| --------- | ------------------------------------------------------ | --------------------- | ------------ | ---------- |
| 2007-2009 | ネイキッド・ブラザーズ・バンド The Naked Brothers Band | ナット・ウォルフ/本人 | 32エピソード |            |
| 2020      | ザ・スタンド The Stand                                 | ロイド・ヘンリード    | ミニシリーズ | 烏丸祐一   |
| 2023      | The Consultant                                         | クレイグ・ホーン      |              |            |